# Tini Begue
Tino Begue (em russo: Тини бек; romaniz.: Tini Bek; em tártaro: Тәнибәк; romaniz.: Täni bäk) foi um nobre mongol do século XIV, filho de Usbeque Cã. Em 1341, sucedeu seu pai como cã do Canato da Horda Azul. Reinou até 1342, quando foi sucedido por Jani Begue.